# Konolfingen
Konolfingen – gmina (niem. Einwohnergemeinde) w Szwajcarii, w kantonie Berno, w regionie administracyjnym Bern-Mittelland, w okręgu Bern-Mittelland. Powstała w 1933 roku w wyniku połączenia gmin Gysenstein i Stalden im Emmental.
Miejscowość znajdująca się na terenie gminy po raz pierwszy została wspomniana w dokumentach w 1148 roku jako Chonolfingen.

## Demografia
W Konolfingen 31 grudnia 2020 mieszkało 5 451 osób. W 2020 roku 11,3% populacji gminy stanowiły osoby urodzone poza Szwajcarią.
W 2000 roku 92,9% populacji mówiło w języku niemieckim, 1,3% w języku włoskim, a 1,0% w języku albańskim.

Zmiany w liczbie ludności są przedstawione na poniższym wykresie:

## Współpraca
Miejscowość partnerska:
- Počátky, Czechy

## Transport
Przez teren gminy przebiegają drogi główne nr 228 i nr 229.